# Straßenbahn Luxemburg (1875–1964)
Die Straßenbahn Luxemburg bestand von 1875 bis 1964 in der luxemburgischen Hauptstadt Luxemburg. Bis 1908 fuhren Pferdebahnen, seitdem elektrische Straßenbahnen. Ab 1904 wurde die Strecke der Schmalspurbahn Luxemburg–Echternach mitbenutzt.
Am 10. Dezember 2017 wurde mit der Eröffnung des ersten Streckenabschnitts der Straßenbahn Luxemburg ein neuer Straßenbahnbetrieb in Luxemburg eingerichtet, im Unterschied zum in Meterspur ausgeführten Vorgängerbetrieb in Normalspur.

## Geschichte

### Pferdebahn

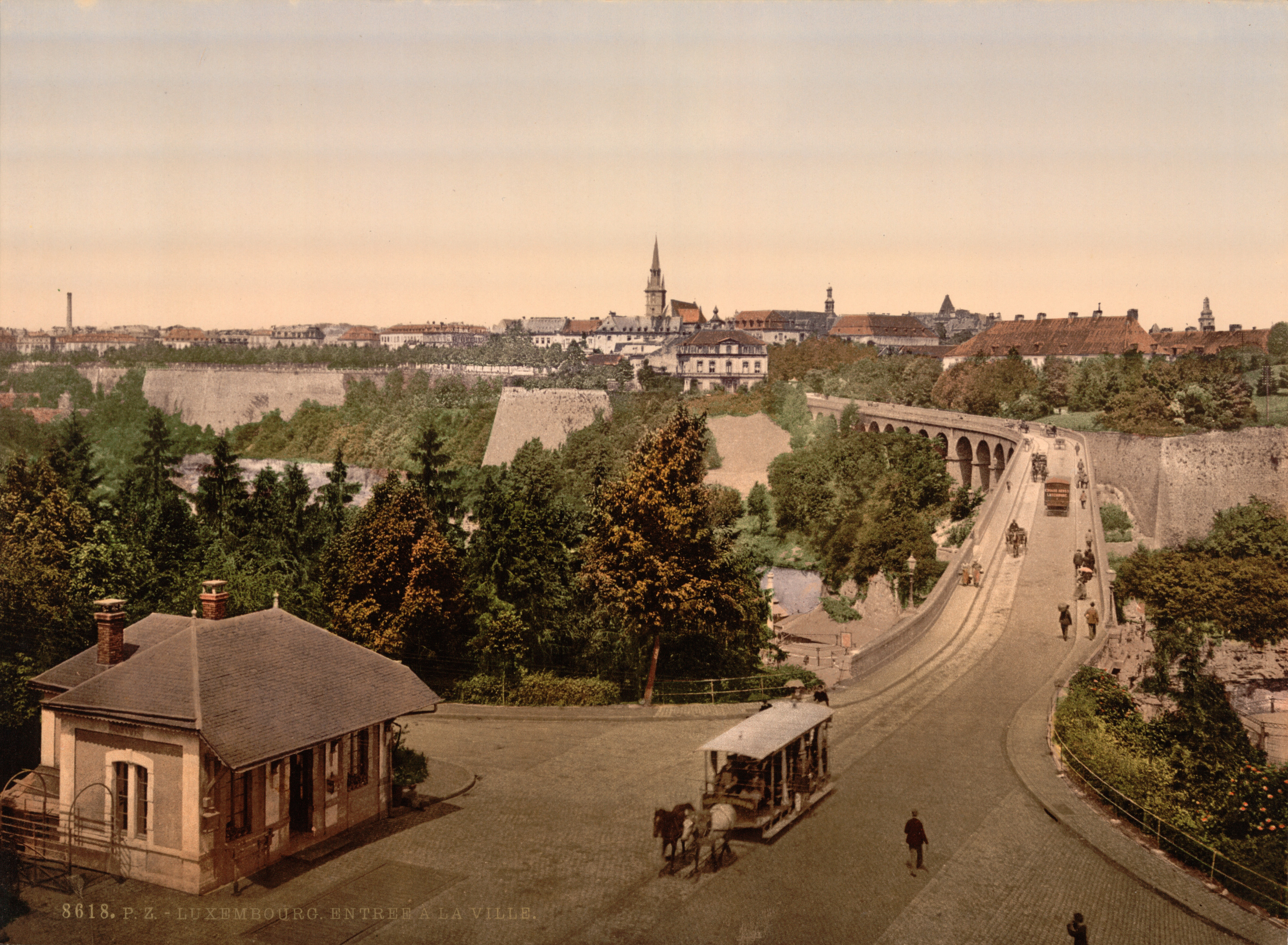
Pferdebahn an der Alten Brücke

1873 legten auf Wunsch des Luxemburger Gemeinderats zwei belgische Ingenieure Vorschläge vor, in Luxemburg eine Pferdebahn zwischen Bahnhof und Oberstadt zu errichten. Der Ingenieur Défacqs schied jedoch aus Kostengründen wieder aus, sodass am 3. Juni 1874 die Entscheidung auf Charles de Férals Angebot fiel, der am 3. Juni 1874 mit dem Bau beauftragt wurde. Bereits am 20. September 1874 legte Féral einen Gleisplan für die neue Straßenbahn vor. Die Pferdebahn war für die Normalspur ausgelegt, da Féral hoffte, die Bahn eines Tages an den Eisenbahnverkehr oder anderen Industrieverkehr anzubinden.
Unverzüglich wurde mit dem Bau begonnen, so dass am 21. Februar 1875 die Strecke Bahnhof–Athenäum eröffnet werden konnte. Am 6. Mai 1874 wurde schließlich der erste Fahrplan veröffentlicht: Seitdem boten zwischen 6 Uhr und 9 Uhr die Pferdebahnen Anschluss zum Zugverkehr; von 9 Uhr bis 20 Uhr fuhren sie im Viertelstundentakt in beide Richtungen.  Nur wenige Monate später, am 24. August 1875, fuhr pünktlich zur Eröffnung der Schobermesse die Pferdebahn bis Glacis.
Die Fahrten waren recht günstig. Die Wagen fuhren sowohl als Eingespann oder Zweigespann. Die Tiere waren in der alten Artilleriekaserne am Piquet untergebracht. Dort hielt ein Tierarzt ständig ein Auge auf die Pferde. Wenn ein Tier krank war, wurde es unverzüglich bis zur Gesundung krankgeschrieben.
Féral eröffnete schließlich auch ein Droschkentaxi für Fahrten über das Gleisnetz der Päerdstram hinaus und die abendliche Verkehrsbedienung. Während das Droschkentaxi pro Fahrt innerhalb der Stadt 1,25 Franken verlangte, waren für Fahrten in Nachbargemeinden 2,25 Franken fällig.
Bald konnte die Pferdebahn der steigenden Nachfrage und der fortschreitenden Industrialisierung jedoch nicht mehr gerecht werden, sodass sie 1908 auf elektrischen Betrieb umgestellt wurde.

### Elektrische

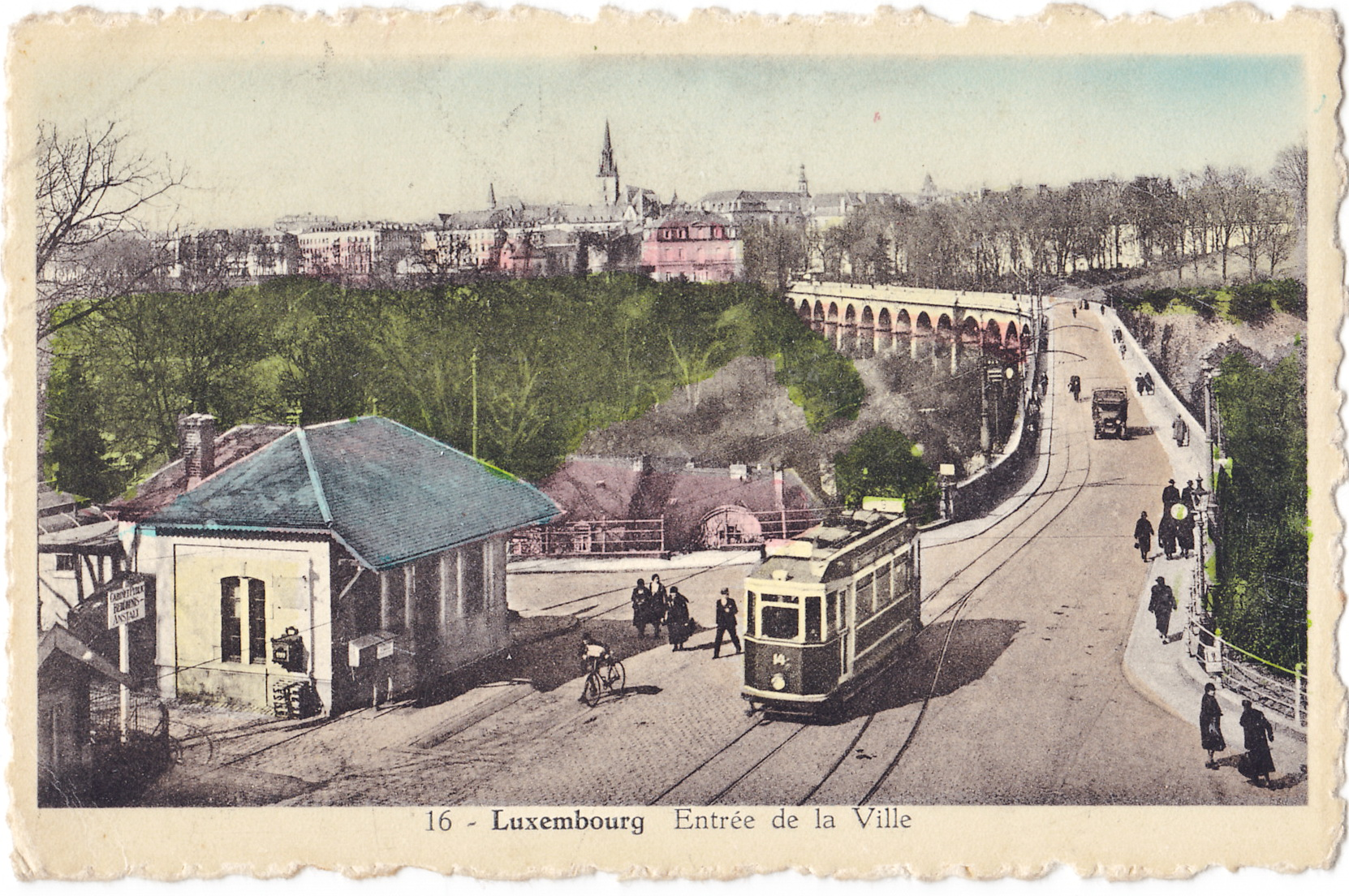
Elektrische Straßenbahn (1910)

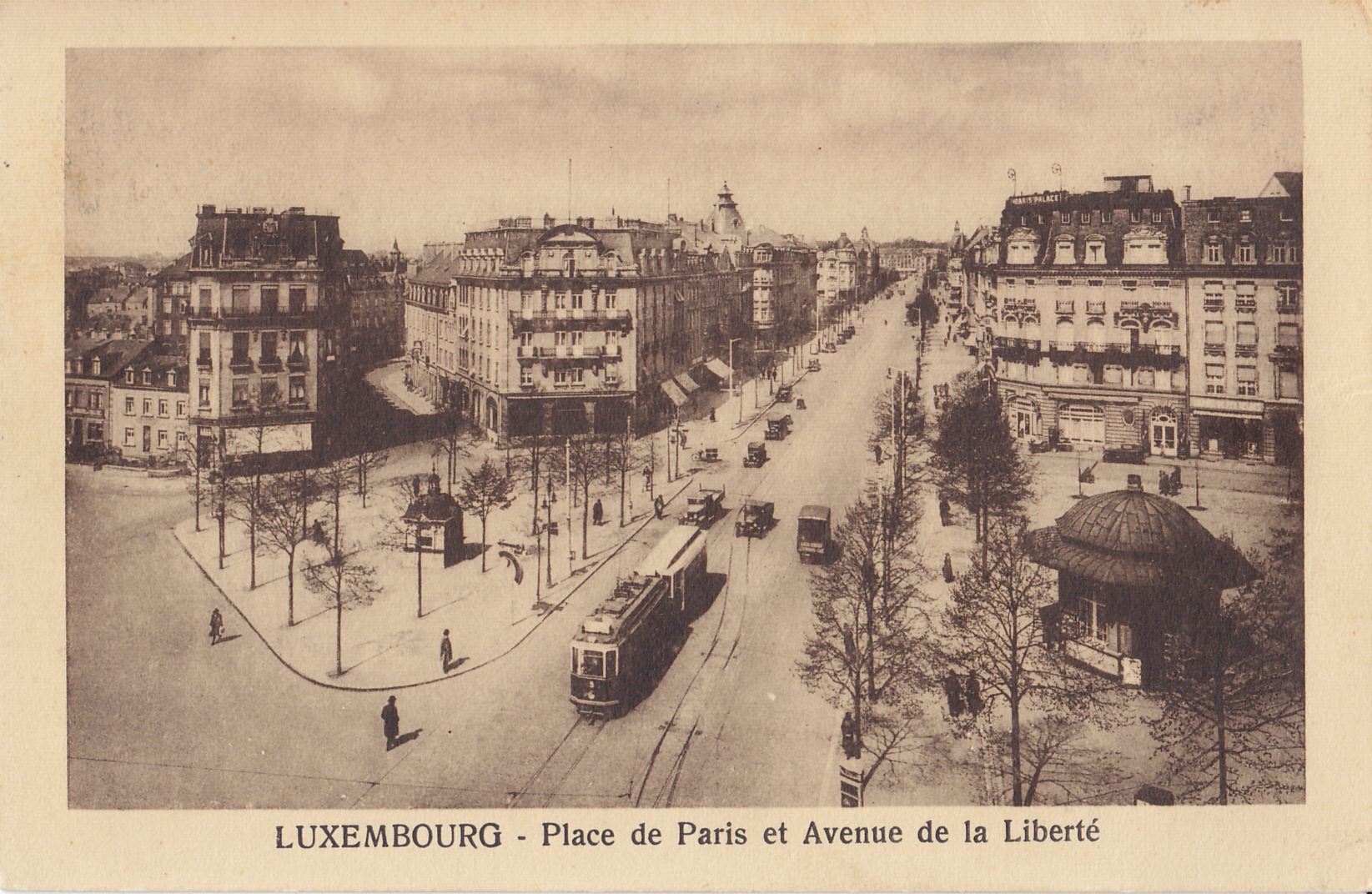
Straßenbahn an der Place de Paris (vor 1936)

Nachdem am 24. November 1906 beschlossen worden war, dass man ein Elektrizitätswerk für die städtische Straßenbeleuchtungen in Luxemburg errichtet will, stand dem Bau einer elektrischen Straßenbahn nichts mehr im Wege. 1907 wurde Charles Petermann der neue Elektro-Ingenieur der Stadt Luxemburg. Unter seiner Führung wurde die Siemens-Schuckertwerke in Berlin um einen Kostenvoranschlag gebeten, der von der Stadt am 6. Mai genehmigt wurde. Schließlich wurde mit dem Bau von Elektrizitätswerk und Straßenbahndepot auf einem Areal an Victor Hugo-Avenue in Limpertsberg begonnen. Das Depot, auch Tramschapp genannt, wurde schließlich Anfang 1908 eröffnet. Der Tramschapp hielt sich noch bis 1999.
Am 2. März 1907 löste sich die Société Anonyme des Tramways Luxembourgeoises auf; Gleise und Wagen gingen für ein Entgelt von 130.000 Franken in den Besitz der Stadt Luxemburg über. Das Ende der Pferdebahn kam am 24. August 1908, als sämtliche Pferde für 16.000 Franken versteigert wurden. Die erste elektrische Linie war bereits jedoch am 8. August gefahren, sodass seitdem keine Pferdebahnen mehr eingesetzt wurden. Die elektrische Straßenbahn verkehrte im Gegensatz zur Pferdebahn auf Meterspur.
Anfang 1911 verließ Charles Petermann sein Amt. An seine Stelle trat Romain Schroeder. Unter Schroeders Führung wurde 1915 das über sechs Jahre alte Wagenmaterial erstmals völlig generalüberholt. Größe Teile von Oberleitung und Gleisen mussten erneuert werden, da die Entgleisungen zunahmen. Die Erweiterung in Richtung Eich am 26. Dezember 1913 hatte die desolate Lage nur verschlimmert. Nach den Reparaturarbeiten verdoppelte sich die Passagierzahl. Fuhren im Jahr 1916 noch 2.778.873 Fahrgäste mit der Straßenbahn, waren es 1917 schon 4.125.711.
Doch die Straßenbahn schien trotzdem an ihrem Erfolg zu leiden, denn mit Zunahme der Fahrgäste verschlissen auch die Gleise und Oberleitungen. Schließlich war ebenfalls der Tramsschapp zu klein, sodass er erweitert wurde. Seine größte Erweiterung hatte er 1933. In den 1920er Jahren wurden die ersten Buslinien errichtet.
Als am 10. Mai 1940 während des Zweiten Weltkriegs das Großherzogtum überfallen wurde, wurde die Stadt mit Bussen evakuiert. Bis zum 17. Mai war der Personennahverkehr inexistent, ab dann lief der Ersatzverkehr auf der Schiene an. Am 1. August wurden alle Vereine und Gesellschaft des Landes, so auch die Straßenbahngesellschaft, vom neu eingesetzten Gauleiter Gustav Simon aufgelöst. Die Straßenbahner sollten alle im Schulungszentrum Traben-Trarbach umgeschult werden.
1940 wurde beim Bombenangriff auf Luxemburg und durch die folgende Besetzung der Deutschen ein Teil der Stadt zerstört, wodurch auch die Straßenbahn in Mitleidenschaft gezogen wurde.
Beim Einmarsch der Amerikaner in Luxemburg am 10. September 1944 wurden Busse bereitgestellt, mit denen sie nach Sandweiler kamen. Am 20. Mai wurden die luxemburgischen KZ-Gefangenen mit Bussen aus Dachau nach Hause gebracht.

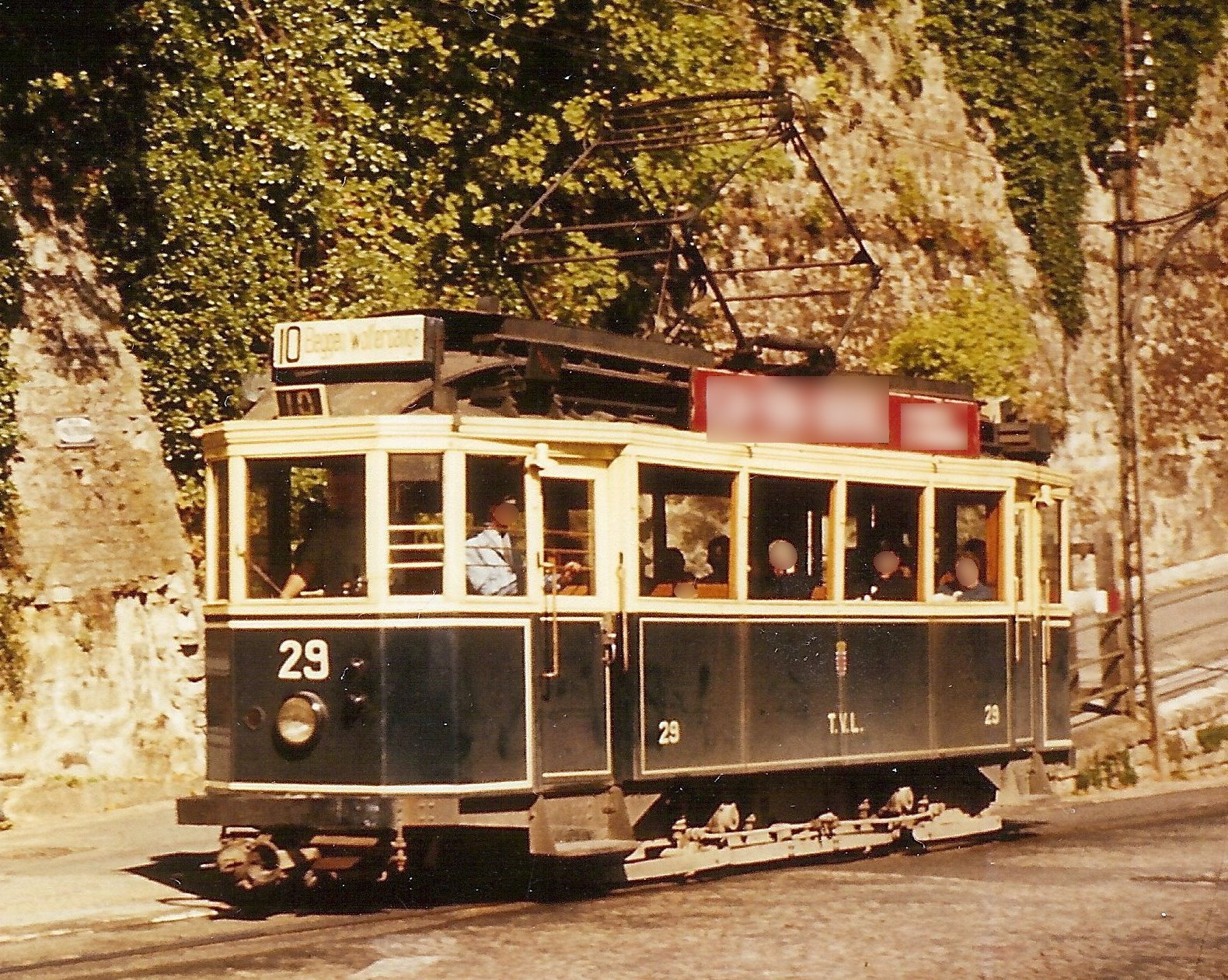
Wagen Nr. 29 im Stilllegungsjahr 1964

Inzwischen war Léon Brasseur Chef der industriellen Dienste in Luxemburg und unterrichtete den Schöffen- und Stadtrat über den Zustand der Tramwagen, die daraufhin erneuert wurden. Außerdem stellte er fest, dass die Zahl der Straßenbahnfahrgäste seit der Vorkriegszeit um 35 Prozent gestiegen war. Als Brasseur 1957 in den Ruhestand abtritt, wird Emile Ziger sein Nachfolger. Am 14. April 1958 legt er fest, dass die Straßenbahnlinien schrittweise stillgelegt werden sollen, um sie durch Omnibusse zu ersetzen. Am 25. November 1958 genehmigt die Stadt einen Kredit in Höhe von 1.350.000 Franken zur Errichtung von Boxen für Autobusse im Tramschapp.
1958 verfügte der Betrieb über 48 Straßenbahnwagen, davon waren 29 Triebwagen und 19 Beiwagen. Seit 1908 hatten sie zusammen 56.770.000 Kilometer zurückgelegt und 365.063.000 Fahrgäste befördert.
89 Jahre nach der Eröffnung 1875 wurde am Samstag, den 5. September 1964, die Luxemburger Straßenbahn stillgelegt. Der letzte Straßenbahnwagen Nr. 34 existiert noch heute. Längs der Linie 10 von Beggen, über Eich und Theaterplatz vorbei am Neutor hinauf zum Tramschapp nahmen Tausende Menschen Abschied von der Straßenbahn. Am letzten Tag fuhr unter der Führung von Jean Theis auf seine Initiative auch noch einmal ein Pferdebahnwagen, der Wagen Nr. 103.

## Lokalbahn nach Echternach
Die Gleise der Straßenbahn wurden zwischen 1904 und 1954 durch die dampfbetriebene Lokalbahn von Luxemburg nach Echternach, dem so genannten Charli, mitbenutzt. Die Lokalbahn nutzte wie die Straßenbahn die Spurweite 1.000 mm und war folglich eine Schmalspurbahn. Mittlerweile ist die ehemalige Strecke ein beliebter Radweg, der an noch erhaltenen kleinen Bahnhöfen und Tunneln vorbeiführt.

## Liniennetz

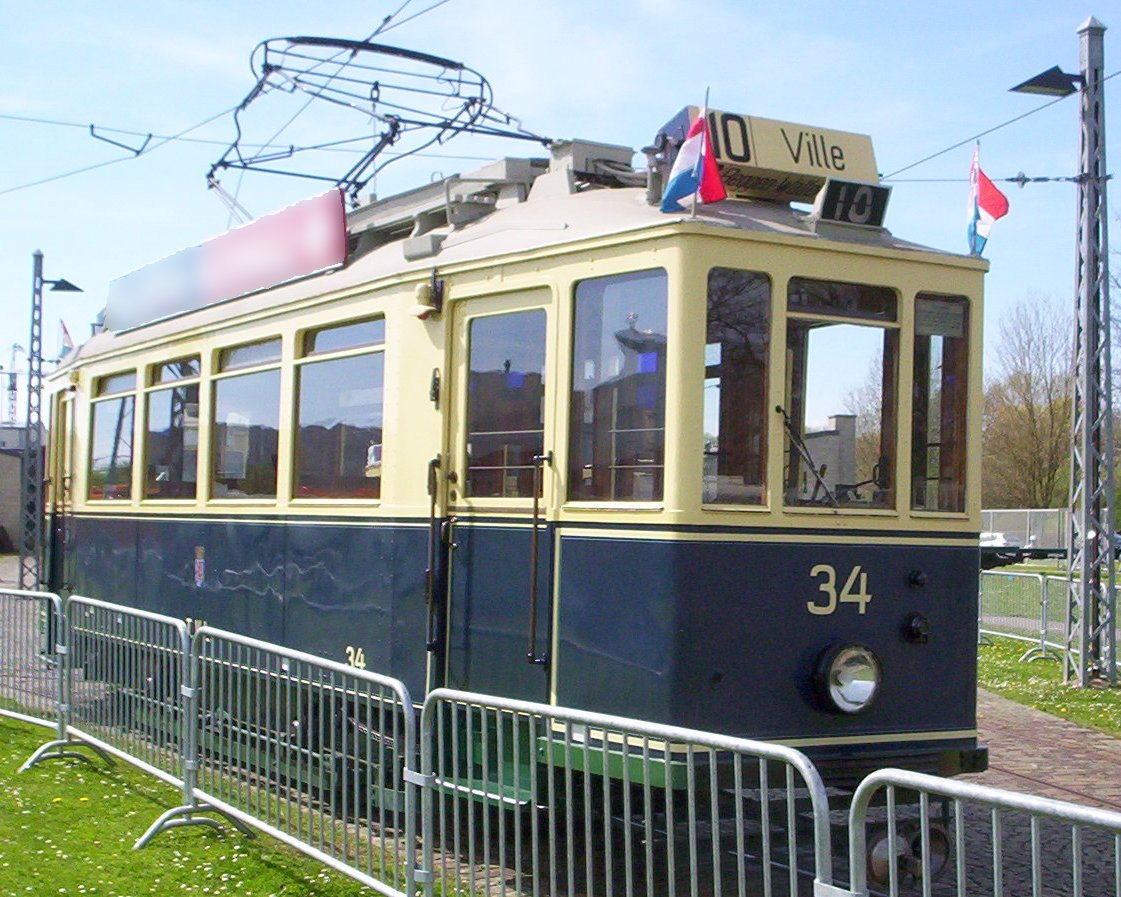
Wagen Nr. 34 im Straßenbahnmuseum Hollerich

Die Streckenlänge der ersten Luxemburger Straßenbahn betrug 24,19 Kilometer, davon waren 13,15 Kilometer eingleisig und 5,52 Kilometer zweigleisig. Es gab insgesamt bis zu zehn Linien, von denen die Linie 10 als letzte stillgelegt wurde.

## Straßenbahnmuseum Hollerich
Seit dem 1. April 1991 wird der Wagen Nr. 34 als Ausstellungsstück im Straßenbahnmuseum Hollerich präsentiert. Außerdem befinden sich dort auch eine alte Pferdebahn und Modelle sämtlicher Omnibusfahrzeuge und Straßenbahnwagen, die jemals in Luxemburg verkehrten.
Vor dem Museum wurde ein Gleis mit 80 Metern Länge angelegt. Dadurch kann Straßenbahnwagen Nr. 34 im Sommer das Depot verlassen und der Besucher kann ein bisschen alten Luxemburger Straßenbahnflair erleben. Es ist geplant, einen Museumsbetrieb im Umfeld des Museums zu errichten.